# 사카모토 쇼이치로
사카모토 쇼이치로(일본어: 阪本 翔一朗, 1995년 8월 18일 ~ )는 일본의 전 축구 선수이다.

## 구단 경력
과거 츠바이겐 가나자와에서 활동하였다.